# Gray (Maine)
Gray – miasto w Stanach Zjednoczonych, w stanie Maine, w hrabstwie Cumberland.